# Phil Pressey
Phil Pressey é um jogador de basquetebol profissional que atualmente joga no Beşiktaş que disputa a Eurocopa de Basquetebol e Super ligi.

## Estatísticas na NBA

### Temporada Regular
| Ano      | Equipe         | PJ | PT | MPJ  | AP   | 3P   | LL   | RT  | AS  | BR  | TO  | PPJ |
| -------- | -------------- | -- | -- | ---- | ---- | ---- | ---- | --- | --- | --- | --- | --- |
| 2013-14  | Boston Celtics | 75 | 11 | 15.1 | .308 | .264 | .644 | 1.4 | 3.2 | 0.9 | 0.1 | 2.8 |
| Carreira |                | 75 | 11 | 15.1 | .308 | .264 | .644 | 1.4 | 3.2 | 0.9 | 0.1 | 2.8 |